# Força Aèria de la República de la Xina
La Força Aèria de la República de la Xina (en xinès: 中华民国空军; en pinyin: Zhōnghuá Mínguó Kōngjūn), és la força aèria taiwanesa. La seva funció primària és defensar l'espai aeri sobre i al voltant de Taiwan contra els possibles atacs de països com ara la República Popular de la Xina o el Japó. Una de les prioritats de la Força Aèria de Taiwan és el reconeixement de llarg abast i les xarxes aèries integrades amb els sistemes d'efectivitat de batalla, usant armes de contraatac, caces, míssils de llarg abast, i aeroports especialment dissenyats, tota aquesta xarxa de sistemes serveixen per a sobreviure en càs d'un possible atac aeri.

## Aeronaus

### Avions de caça
| Lockheed F-16 Fighting Falcon | Lockheed F-16 Fighting Falcon                                                                   |
| ----------------------------- | ----------------------------------------------------------------------------------------------- |
|                               | \| Missió: \| Avió de caça \| \| Versions: \| F-16 Block 20 \| \| Aeronaus en servei: \| 145 \| |
| Missió:                       | Avió de caça                                                                                    |
| Versions:                     | F-16 Block 20                                                                                   |
| Aeronaus en servei:           | 145                                                                                             |

| Dassault Mirage 2000 | Dassault Mirage 2000                                                                                |
| -------------------- | --------------------------------------------------------------------------------------------------- |
|                      | \| Missió: \| Avió de caça \| \| Versions: \| Mirage 2000-5EI/DI \| \| Aeronaus en servei: \| 56 \| |
| Missió:              | Avió de caça                                                                                        |
| Versions:            | Mirage 2000-5EI/DI                                                                                  |
| Aeronaus en servei:  | 56                                                                                                  |

| AIDC F-CK-1 Ching-kuo | AIDC F-CK-1 Ching-kuo                                                                              |
| --------------------- | -------------------------------------------------------------------------------------------------- |
|                       | \| Missió: \| Avió de caça \| \| Versions: \| F-CK-1 Ching-kuo \| \| Aeronaus en servei: \| 126 \| |
| Missió:               | Avió de caça                                                                                       |
| Versions:             | F-CK-1 Ching-kuo                                                                                   |
| Aeronaus en servei:   | 126                                                                                                |

| Northrop F-5E/F Tiger II | Northrop F-5E/F Tiger II                                                                |
| ------------------------ | --------------------------------------------------------------------------------------- |
|                          | \| Missió: \| Avió de caça \| \| Versions: \| F-5E/F \| \| Aeronaus en servei: \| 32 \| |
| Missió:                  | Avió de caça                                                                            |
| Versions:                | F-5E/F                                                                                  |
| Aeronaus en servei:      | 32                                                                                      |

### Alerta i control
| Grumman E-2 Hawkeye | Grumman E-2 Hawkeye                                                                                   |
| ------------------- | --- |
|                     | \| Missió: \| Alerta i control \| \| Versions: \| E-2C Hawkeye 2000 \| \| Aeronaus en servei: \| 6 \| |
| Missió:             | Alerta i control                                                                                      |
| Versions:           | E-2C Hawkeye 2000                                                                                     |
| Aeronaus en servei: | 6 |

### Avió de reconeixement
| Northrop RF-5E Tigergazer | Northrop RF-5E Tigergazer                                                                      |
| ------------------------- | ---------------------------------------------------------------------------------------------- |
|                           | \| Missió: \| Avió de reconeixement \| \| Versions: \| RF-5E \| \| Aeronaus en servei: \| 6 \| |
| Missió:                   | Avió de reconeixement                                                                          |
| Versions:                 | RF-5E                                                                                          |
| Aeronaus en servei:       | 6                                                                                              |

| Lockheed RF-16 Fighting Falcon | Lockheed RF-16 Fighting Falcon                                                                             |
| ------------------------------ | --- |
|                                | \| Missió: \| Avió de reconeixement \| \| Versions: \| F-16 A/B Block 20 \| \| Aeronaus en servei: \| 8 \| |
| Missió:                        | Avió de reconeixement                                                                                      |
| Versions:                      | F-16 A/B Block 20                                                                                          |
| Aeronaus en servei:            | 8 |

### Avió d'entrenament
| AIDC AT-3 Tzu Chung | AIDC AT-3 Tzu Chung                                                                            |
| ------------------- | ---------------------------------------------------------------------------------------------- |
|                     | \| Missió: \| Avió d'entrenament \| \| Versions: \| AT-3A/B \| \| Aeronaus en servei: \| 36 \| |
| Missió:             | Avió d'entrenament                                                                             |
| Versions:           | AT-3A/B                                                                                        |
| Aeronaus en servei: | 36                                                                                             |

| Beechcraft T-34 Mentor | Beechcraft T-34 Mentor                                                                       |
| ---------------------- | -------------------------------------------------------------------------------------------- |
|                        | \| Missió: \| Avió d'entrenament \| \| Versions: \| US-1A \| \| Aeronaus en servei: \| 36 \| |
| Missió:                | Avió d'entrenament                                                                           |
| Versions:              | US-1A                                                                                        |
| Aeronaus en servei:    | 36                                                                                           |

### Avions de transport militar
| Lockheed C-130 Hércules | Lockheed C-130 Hércules                                                                              |
| ----------------------- | --- |
|                         | \| Missió: \| Avió de transport militar \| \| Versions: \| C-130H \| \| Aeronaus en servei: \| 19 \| |
| Missió:                 | Avió de transport militar                                                                            |
| Versions:               | C-130H                                                                                               |
| Aeronaus en servei:     | 19                                                                                                   |

### Avions de passatgers
| Beechcraft 1900C    | Beechcraft 1900C                                                                               |
| ------------------- | ---------------------------------------------------------------------------------------------- |
|                     | \| Missió: \| Avió de passatgers \| \| Versions: \| B-1900C \| \| Aeronaus en servei: \| 11 \| |
| Missió:             | Avió de passatgers                                                                             |
| Versions:           | B-1900C                                                                                        |
| Aeronaus en servei: | 11                                                                                             |

| Fokker F50          | Fokker F50                                                                                |
| ------------------- | ----------------------------------------------------------------------------------------- |
|                     | \| Missió: \| Avió de passatgers \| \| Versions: \| F50 \| \| Aeronaus en servei: \| 3 \| |
| Missió:             | Avió de passatgers                                                                        |
| Versions:           | F50                                                                                       |
| Aeronaus en servei: | 3                                                                                         |

| Boeing 737          | Boeing 737                                                                                     |
| ------------------- | ---------------------------------------------------------------------------------------------- |
|                     | \| Missió: \| Avió de passatgers \| \| Versions: \| B737-800 \| \| Aeronaus en servei: \| 1 \| |
| Missió:             | Avió de passatgers                                                                             |
| Versions:           | B737-800                                                                                       |
| Aeronaus en servei: | 1                                                                                              |

### Guerra electrònica
| Lockheed C-130 Hercules | Lockheed C-130 Hercules                                                          |
| ----------------------- | -------------------------------------------------------------------------------- |
|                         | \| Missió: \| ELINT \| \| Versions: \| C-130HE \| \| Aeronaus en servei: \| 1 \| |
| Missió:                 | ELINT                                                                            |
| Versions:               | C-130HE                                                                          |
| Aeronaus en servei:     | 1                                                                                |

### Helicòpters
| Eurocopter AS 332 Super Puma | Eurocopter AS 332 Super Puma                                                                |
| ---------------------------- | ------------------------------------------------------------------------------------------- |
|                              | \| Missió: \| Recerca i rescat \| \| Versions: \| EC-225 \| \| Aeronaus en servei: \| 20 \| |
| Missió:                      | Recerca i rescat                                                                            |
| Versions:                    | EC-225                                                                                      |
| Aeronaus en servei:          | 20                                                                                          |

| Sikorsky S-70C Blue Hawk | Sikorsky S-70C Blue Hawk                                                                          |
| ------------------------ | ------------------------------------------------------------------------------------------------- |
|                          | \| Missió: \| Recerca i rescat \| \| Versions: \| S-70C-1/1A/6 \| \| Aeronaus en servei: \| 17 \| |
| Missió:                  | Recerca i rescat                                                                                  |
| Versions:                | S-70C-1/1A/6                                                                                      |
| Aeronaus en servei:      | 17                                                                                                |